# يو إف سي ليلة القتال: ميوتيتش ضد هنت
يو إف سي ليلة القتال: ميوتيتش ضد هنت (بالإنجليزية: UFC Fight Night: Miocic vs. Hunt)‏ هو حدث لفنون القتال المختلطة نظمته يو إف سي، أُقيم في 10 مايو 2015، على مركز أديلايد الترفيهي في أديلايد، أستراليا.